# Пророцтво 2
Пророцтво 2 (англ. The Prophecy II) — американський фільм жахів 1998 року.

## Сюжет
Гавриїл відправився в пекло, але пророцтво ще не завершилося, як і війна на небесах, і вирішальну роль повинен у ній зіграти Нефілім — нащадок ангела і земної жінки. Вибравшись з пекла, Гавриїл відправляється на пошуки цієї жінки, щоб убити її і не дати виповниться пророцтву.

## У ролях
| Актор            | Роль           |
| ---------------- | -------------- |
| Крістофер Вокен  | Гавриїл        |
| Расселл Вонг     | Деніел         |
| Дженніфер Білз   | Валері Росалес |
| Бріттані Мерфі   | Іззі           |
| Ерік Робертс     | Михаїл         |
| Гленн Данциг     | Самаель        |
| Стів Гітнер      | Джозеф         |
| Брюс Ебботт      | Томас Дєггета  |
| Вільям Прейл     | Рафаїл         |
| Рені Віктор      | Мати           |
| Елізабет Деннехі | Кеті Кімбол    |

## Виробництво
Крістофера Вокена пограбували в аеропорту Венеції. Сценарій фільму, його окуляри, ключі, водійські права, а також 100 доларів були вкрадені. Пізніше знайдені всі елементи (включаючи сценарій), крім грошей.